# A1-es busz (Debrecen)
A debreceni A1-es jelzésű autóbusz egy ingyenesen igénybe vevő buszjárat, amely a Segner térről indul és az Auchan Áruházig közlekedik. Útvonala során érinti a Segner teret, a Nagyállomást, a Dobozi lakótelepet a Füredi utat és az Auchan áruházat.

## Története
A járatot 2014. január 1-jén vezették be, amikor is a DKV átvette a Hajdú Volántól az Auchan-buszok üzemeltetését.

## Járművek
A vonalon csak Alfa Cívis 12 típusú szóló alacsony padlós buszok közlekednek.

## Útvonala
| Auchan Áruház felé | Segner tér felé |
| --- | --- |
| Segner tér vá. – Nyugati utca – Széchenyi utca – Piac utca – Petőfi tér – Wesselényi utca – Hajnal utca – Munkácsy Mihály utca – Víztorony utca – Ótemető utca – Rakovszky Dániel utca – Nyíl utca – Hadházi út – Füredi út – Balmazújvárosi út – Auchan Áruház vá. | Auchan Áruház vá. – Balmazújvárosi út – Füredi út – Hadházi út – Nyíl utca – Rakovszky Dániel utca – Ótemető utca – Víztorony utca – Munkácsy Mihály utca – Aradi utca – Faraktár utca – Hajnal utca – Hajnal utca – Petőfi tér – Piac utca – Széchenyi utca – Nyugati utca – Segner tér vá. |

## Megállóhelyei
A járatra az Auchan irányába leszállni az Auchan Áruház kivételével sehol sem lehet, a Segner tér irányába a buszra csak az Auchannál lehet felszállni.
| 0  | Segner tér végállomás                  | 30 | 3, 3A, 4, 5, 5A 10, 10A, 10Y, 11, 13, 14, 17, 17A, 24, 24Y, 25, 25Y, 33, 33E, 34, 35, 35E, 35Y, 36, 42, 42A, 45, 46, 46E, 46H, 49, 49Y, 125, 125Y, 146 Helyközi buszok                                         |
| 2  | Helyközi autóbusz-állomás              | 28 | 3, 3A, 4, 5, 5A 10, 10A, 10Y, 14, 19, 25, 25Y, 34, 35, 35Y, 36, 41, 41Y, 42, 42A, 45, 46, 46E, 46H, 49, 49Y, 125, 125Y, 146 Helyközi buszok                                                                    |
| 4  | Kistemplom                             | ∫  | 1, 2 19, 25, 25Y, 41, 41Y, 42, 42A, 45, 125, 125Y |
| ∫  | Piac utca                              | 24 | 1, 2 19, 42, 42A |
| 7  | Nagyállomás                            | 22 | 1, 2 5, 5A 10, 10A, 10Y, 14, 16, 18, 18Y, 21, 30, 30A, 30I, 30N, 37, 39, 42, 42A, 43, 44, 46, 46E, 46H, 47, 47Y, 48, 49, 49Y, 146, Airport1 Helyközi buszok S506 sebesvonat, gyorsvonat, IC, EC, expresszvonat |
| 9  | Wesselényi utca                        | 20 | 5, 5A 16, 21, 30, 30A, 30N, 37, 43 Helyközi buszok |
| 11 | Hajnal utca                            | 18 | 5, 5A 15, 15Y, 16, 21, 30, 30A, 30N, 37, 43 Helyközi buszok |
| 15 | Dobozi lakótelep                       | 15 | 4, 5, 5A 43 |
| 16 | Brassai Sámuel Szakközépiskola         | 14 | 4, 5, 5A 43 |
| 17 | Ótemető utca                           | 13 | 4, 5, 5A 19, 43 |
| 22 | Bem tér                                | 9  | 1 21, 23 |
| 24 | Malompark                              | 8  | 2 12, 21, 23, 33 |
| 26 | Jerikó utca                            | ∫  | 15, 15Y, 21, 22, 22Y, 24, 24Y, 33, 33E, 34, 35, 35E, 35Y, 36, 36E Helyközi buszok |
| 28 | Füredi Kapu (↓) Domokos Lajos utca (↑) | 6  | 15, 15Y, 21, 22, 22Y, 24, 24Y, 33, 33E, 34, 35, 35E, 35Y, 36, 36E Helyközi buszok |
| 29 | Honvéd Középiskola                     | 4  | 21, 33 |
| 33 | Auchan Áruház végállomás               | 0  | 42, 42A, 43 |

## Járatsűrűség
A járatok 08:30 és 18:35 között, pénteken és szombaton 19:35-ig közlekednek.